# تایسون فیوری
تایسون لوک فیوری (انگلیسی: Tyson Luke Fury؛ ملقب به جیپسی کینگ زادهٔ ۱۲ اوت ۱۹۸۸) بوکسور سنگین‌وزن اهل بریتانیا . در سال ۲۰۱۵ پس از پیروزی بر ولادیمیر کلیچکو صاحب سه کمربند اصلی «دبلیو بی او»، «دبلیو بی اِی» و «آی‌بی‌اف» شد اما اعلام کرد به دلایل پزشکی و روانی قادر به دفاع از عنوان خود نیست. او در سال ۲۰۲۲به دیابت مبتلا شد.
فدراسیون بوکس بریتانیا مجوز تایسون فیوری را در اکتبر سال ۲۰۱۶ به دلیل تحقیق مربوط به دوپینگ و دیگر مسایل پزشکی تعلیق کرد.
در سال ۲۰۱۷ به دلیل اعتیاد به مواد مخدر و بالا رفتن وزنش مورد تمسخر دیانتی وایلدر که قهرمان سنگین‌وزن بوکس بود قرار گرفت و از آن موقع تصمیم گرفت به دنیای بوکس بازگردد و ثابت کند که دوباره می‌تواند قهرمانی جهان را پس بگیرد. بعد از تماس با مربی بوکس قدیمی خود "مهیار جوادی'''" شروع کرد به تمرین و بعد از دو سال تلاش توانست به حالت ایدئال خود بازگردد ابتدا دو مبارزه داد و هر دو را برنده شد و سپس رو در روی دیانتی وایلدر قرار گرفت.
مسابقهٔ اول با دیانتی وایلدر در سال ۲۰۱۸ برگزار شد که ۱۲ راند طول کشید و نتیجه مساوی اعلام شد.
در سال ۲۰۲۰ در مبارزه مجدد با دیانتی وایلدر در حالی که بازی اولشان مساوی شده بود توانست با تکنیکال ناک اوت در راند هفتم پیروز شود و عنوان wbc را پس بگیرد. در مسابقه دوم دیانتی وایلدر پنج بار ناک داون شد و در نهایت به دلیل جراحت‌های شدید و خونریزی گوش، بازی تمام شد.
تایسون فیوری روز شنبه ۲۳ آوریل ۲۰۲۲ (۳ اردیبهشت) موفق شد در حضور ۹۴ هزار تماشاگر ورزشگاه ویمبلی لندن حریف قدرتمند خود دیلیان وایت را شکست دهد و برای دومین بار از کمربند قهرمانی‌اش دفاع کند.
در تاریخ ۳ دسامبر سال ۲۰۲۲ بار دیگر و در حماسه ای دیگر تایسون فیوری، در یک مسابقه یک طرفه و با نمایشی مقتدرانه توانست درک چیزورا را پس از ۱۰ راند، با «ناک اوت فنی» شکست دهد و کمربند قهرمانی سازمان معتبر «دبیلوبی‌سی» را نگه دارد.
فیوری ۳۴ ساله که به «جیپسی کینگ» معروف است، به این ترتیب این بار مقابل نزدیک به ۶۰ هزار تماشاگر حاضر در ورزشگاه باشگاه تاتنهام توانست رکورد شکست‌ناپذیری‌اش را ادامه دهد.
چیزورای ۳۸ ساله در این مبارزه بارها از ضربات حریف آسیب دید و سرانجام داور در راند دهم مبارزه را متوقف کرد و به پیروزی فیوری با ناک‌اوت فنی رای داد.
این مبارزه یک تماشاگر ویژه نیز داشت: اولکساندر اوسیک، بوکسور اوکراینی و صاحب سه کمربند دیگر معتبر قهرمانی جهان (آی‌بی‌اف، دبیلوبی‌او و دبیلوبی‌ای)
برای چیزورا این سیزدهمین باخت در ۴۶ مبارزه حرفه‌ای و همچنین چهارمین شکست در پنج مسابقه آخر بود.
فیوری در این مسابقه در حالی مقابل هموطنش وارد رینگ شد که در آوریل سال ۲۰۲۲ پس از پیروزی بر هموطن دیگرش دیلیان وایت، اعلام بازنشستگی کرده بود. به نظر می‌رسد که اوسیک یکی از حریفان احتمالی بعدی او باشد. فیوری قبلاً گفته بود که تلاش می‌کند دست‌کم سه مسابقه در سال ۲۰۲۳ داشته باشد.
او در مصاحبه پس از مبارزه هم‌زمان دو حریف را به چالش کشید: اوسیک و جو جویس. هنگامی که از فیوری در مورد حریف ۳۵ ساله اوکراینی اش سئوال شد، او گفت: «این خرگوش کجاست؟»
بعد در حالی که اوسیک خودش را در کنار رینگ به فیوری نشان داد، او گفت: «اوسیک، تو نفر بعدی هستی. یک بدنساز کوتوله ۹۵ کیلویی. من قبلاً هم کار یک اوکراینی (ولادیمیر)، کلیچکو را تمام کرده‌ام. بیا این مسابقه را انجام دهیم.» او درسال ۲۰۲۴با باخت مقابل الکساندر اوسیک اوکراینی تمام افتخاراتش را از دست داد.

## کارنامه بوکس حرفه ای
| خلاصه بوکس حرفه‌ای |        |        |
| ۳۶ مبارزه         | ۳۳ بُرد | ۲ شکست |
| با ناک‌اوت         | ۲۴     | ۰      |
| با تصمیم داور     | ۹      | ۲      |
| تساوی‌ها           | ۱      | ۱      |

| ردیف | نتیجه     | رکورد  | حریف                    | ثبت | راند، زمان    | تاریخ           | محل                                                | توضیح                                                                  |
| ---- | --------- | ------ | ----------------------- | --- | ------------- | --------------- | -------------------------------------------------- | ---------------------------------------------------------------------- |
| ۳۱   | Win       | ۳۰–۰–۱ | دیانتی وایلدر           | TKO | 7 (12), ۱:۳۹  | 22 Feb 2020     | MGM Grand Garden Arena, Paradise, Nevada, US       | Won WBC and vacant The Ring heavyweight titles                         |
| ۳۰   | Win       | ۲۹–۰–۱ | Otto Wallin             | UD  | ۱۲            | ۱۴ سپتامبر ۲۰۱۹ | تی-موبایل آرنا، Paradise, Nevada, US               |                                                                        |
| ۲۹   | Win       | ۲۸–۰–۱ | Tom Schwarz             | TKO | 2 (12), ۲:۵۴  | ۱۵ ژوئن ۲۰۱۹    | ام‌جی‌ام گرند گاردن آرنا، پارادایس، نوادا، نوادا، US | Won WBO Inter-Continental heavyweight title                            |
| ۲۸   | مساویDraw | 27–0–1 | دیانتی وایلدر           | SD  | ۱۲            | 1 Dec 2018      | استیپلز سنتر، لس آنجلس، US                         | For فهرست قهرمانان بوکس جهان                                           |
| ۲۷   | Win       | ۲۷–۰   | Francesco Pianeta       | PTS | ۱۰            | ۱۸ اوت ۲۰۱۸     | ورزشگاه ویندزور پارک، Belfast, Northern Ireland    |                                                                        |
| ۲۶   | Win       | ۲۶–۰   | Sefer Seferi            | RTD | 4 (10), ۳:۰۰  | ۹ ژوئن ۲۰۱۸     | منچستر آرنا، Manchester, England                   |                                                                        |
| ۲۵   | Win       | ۲۵–۰   | ولادیمیر کلیچکو         | UD  | ۱۲            | 28 Nov 2015     | ورزشگاه اسپریت آرنا، دوسلدورف، Germany             | Won WBA (Super), IBF, WBO, IBO, and The Ring heavyweight titles        |
| ۲۴   | Win       | ۲۴–۰   | Christian Hammer        | RTD | 8 (12), ۳:۰۰  | ۲۸ فوریه ۲۰۱۵   | ورزشگاه او۲ آرنا لندن، London, England             | Retained WBO International heavyweight title                           |
| ۲۳   | Win       | ۲۳–۰   | درک چیسورا              | RTD | 10 (12), ۳:۰۰ | ۲۹ نوامبر ۲۰۱۴  | اکس‌سل لندن، London, England                        | Won European, WBO International, and vacant British heavyweight titles |
| ۲۲   | Win       | ۲۲–۰   | Joey Abell              | TKO | 4 (10), ۱:۴۸  | ۱۵ فوریه ۲۰۱۴   | کوپر باکس، London, England                         |                                                                        |
| ۲۱   | Win       | ۲۱–۰   | Steve Cunningham        | KO  | 7 (12), ۲:۵۵  | ۲۰ آوریل ۲۰۱۳   | تئاتر هولو در مدیسن اسکوئر گاردن، نیویورک، US      |                                                                        |
| ۲۰   | Win       | ۲۰–۰   | Kevin Johnson           | UD  | ۱۲            | ۱ دسامبر ۲۰۱۲   | Odyssey Arena, Belfast, Northern Ireland           |                                                                        |
| ۱۹   | Win       | ۱۹–۰   | Vinny Maddalone         | TKO | 5 (12), ۱:۳۵  | 7 Jul 2012      | Hand Arena, کلیودون، England                       | Won vacant سازمان جهانی بوکس Inter-Continental heavyweight title       |
| ۱۸   | Win       | ۱۸–۰   | Martin Rogan            | TKO | 5 (12), ۳:۰۰  | ۱۴ آوریل ۲۰۱۲   | Odyssey Arena, بلفاست، Northern Ireland            | Won vacant Irish heavyweight title                                     |
| ۱۷   | Win       | ۱۷–۰   | Neven Pajkic            | TKO | 3 (12), ۲:۴۴  | ۱۲ نوامبر ۲۰۱۱  | EventCity, منچستر، England                         | Retained Commonwealth heavyweight title                                |
| ۱۶   | Win       | ۱۶–۰   | Nicolai Firtha          | TKO | 5 (12), ۲:۱۹  | ۱۸ سپتامبر ۲۰۱۱ | King's Hall, بلفاست، Northern Ireland              |                                                                        |
| ۱۵   | Win       | ۱۵–۰   | درک چیسورا              | UD  | ۱۲            | 23 Jul 2011     | Wembley Arena, London, England                     | Won British and Commonwealth heavyweight titles                        |
| ۱۴   | Win       | ۱۴–۰   | Marcelo Luiz Nascimento | KO  | 5 (10), ۲:۴۸  | ۱۹ فوریه ۲۰۱۱   | ومبلی آرنا، London, England                        |                                                                        |
| ۱۳   | Win       | ۱۳–۰   | Zack Page               | UD  | ۸             | 19 Dec 2010     | Colisée Pepsi, کبک (شهر), Canada                   |                                                                        |
| ۱۲   | Win       | ۱۲–۰   | Rich Power              | PTS | ۸             | ۱۰ سپتامبر ۲۰۱۰ | York Hall, London, England                         |                                                                        |
| ۱۱   | Win       | ۱۱–۰   | John McDermott          | TKO | 9 (12), ۱:۰۸  | ۲۵ ژوئن ۲۰۱۰    | Brentwood Centre Arena, Brentwood, England         | Won vacant English heavyweight title                                   |
| ۱۰   | Win       | ۱۰–۰   | Hans-Joerg Blasko       | TKO | 1 (8), ۲:۱۴   | ۵ مارس ۲۰۱۰     | Leisure Centre, هادرزفیلد، England                 |                                                                        |
| ۹    | Win       | ۹–۰    | Tomas Mrazek            | PTS | ۶             | ۲۶ سپتامبر ۲۰۰۹ | The O2, دوبلین، Ireland                            |                                                                        |
| ۸    | Win       | ۸–۰    | John McDermott          | PTS | ۱۰            | ۱۱ سپتامبر ۲۰۰۹ | برنتوود، اسکس، برنتوود، اسکس، England              | Won English heavyweight title                                          |
| ۷    | Win       | ۷–۰    | Aleksandrs Selezens     | TKO | 3 (6), ۰:۴۸   | 18 Jul 2009     | York Hall, London, England                         |                                                                        |
| ۶    | Win       | ۶–۰    | Scott Belshaw           | TKO | 2 (8), ۰:۵۲   | ۲۳ مه ۲۰۰۹      | واتفورد، واتفورد، England                          |                                                                        |
| ۵    | Win       | ۵–۰    | Matthew Ellis           | KO  | 1 (6), ۰:۴۸   | ۱۱ آوریل ۲۰۰۹   | York Hall, لندن، England                           |                                                                        |
| ۴    | Win       | ۴–۰    | Lee Swaby               | TKO | 4 (6), ۳:۰۰   | ۱۴ مارس ۲۰۰۹    | Aston Events Centre, بیرمنگام، England             |                                                                        |
| ۳    | Win       | ۳–۰    | Daniil Peretyatko       | TKO | 2 (6), ۳:۰۰   | ۲۸ فوریه ۲۰۰۹   | Showground, نوریچ، England                         |                                                                        |
| ۲    | Win       | ۲–۰    | Marcel Zeller           | TKO | 3 (6), ۲:۵۰   | ۱۷ ژانویه ۲۰۰۹  | ورزشگاه دی‌دابلیو، ویگان، England                   |                                                                        |
| ۱    | Win       | ۱–۰    | Béla Gyöngyösi          | TKO | 1 (6), ۲:۱۴   | 6 Dec 2008      | National Ice Centre, ناتینگهام، England            |                                                                        |